# Gwiezdne wrota (serial telewizyjny)
Gwiezdne wrota (ang. Stargate SG-1, krócej SG-1) – amerykańsko-kanadyjski serial fantastycznonaukowy wyprodukowany przez wytwórnie MGM Television i Double Secret Productions. Twórcami serialu są Brad Wright i Jonathan Glassner. Fabuła stanowi kontynuację pełnometrażowego filmu z 1994 roku, o tym samym tytule. Serial składa się z 214 odcinków podzielonych na 10 sezonów. Premiera pierwszego odcinka miała miejsce 27 lipca 1997r. na kanale telewizji Showtime, a ostatni odcinek został wyemitowany 13 marca 2007r. na kanale Sky 1. W 2008 roku powstały także dwa filmy fabularne związane z serialem – Gwiezdne wrota: Arka Prawdy oraz Gwiezdne wrota: Continuum.
Akcja serialu rozpoczyna się rok po wydarzeniach z filmu. Rząd Stanów Zjednoczonych przypadkowo dowiaduje się, że przechowywane przez nich urządzenie pozaziemskiego pochodzenia, tytułowe Gwiezdne wrota, są w stanie przenosić obiekty poprzez tunel czasoprzestrzenny. To decyduje o utworzeniu elitarnych jednostek, podlegających dowództwu Sił Powietrznych Stanów Zjednoczonych, które mają chronić Ziemię przed zagrożeniami z kosmosu. Czołową drużyną zostaje SG-1, w skład której wchodzą specjaliści z wielu dziedzin. Jej członkami zostają: pułkownik Jack O’Neill (Richard Dean Anderson), doktor Daniel Jackson (Michael Shanks), major Samanthy Carter (Amanda Tapping) i Teal’ca (Christopher Judge). Serial nawiązuje do mitologii egipskiej, nordyckiej oraz legend arturiańskich.
Z serialem związana jest również seria Stargate: Infinity, dwie serie spin-off pt. Gwiezdne wrota: Atlantyda (2004–2009) oraz Gwiezdne wrota: Wszechświat (2009–2011), a także wiele słuchowisk, książek i gier.

## Fabuła
Po powrocie pułkownika O’Neilla z misji na Abydos Gwiezdne Wrota zostają wyłączone i przewiezione do bazy Cheyenne w pobliżu Colorado Springs. Rok później Wrota zostają aktywowane z zewnątrz, a do bazy dostaje się grupa wojowników Jaffa, która atakuje placówkę. Dowódca bazy, generał Hammond, prosi pułkownika O’Neilla o powrót do służby i pomoc w przeprowadzeniu kolejnej misji na Abydos, podejrzewając, że to właśnie z tej planety przybył wrogi oddział. Na Abydos drużyna z Ziemi spotyka doktora Jacksona, który pozostał tam po pierwszej wyprawie. Dzieli się on z drużyną odkrytymi przez siebie zapiskami w jaskiniach, dowodzącymi istnienia całej sieci gwiezdnych wrót. Jego zdaniem wrogowie mogli pochodzić z którejś z tysięcy innych planet. Kolejny atak obcych, tym razem na mieszkańców Abydos, umożliwia Ziemianom odnalezienie i uratowanie porwanych mieszkańców, w tym żony doktora Jacksona.
Na planecie Chulak zdobywają wsparcie jednego z obcych o imieniu Teal’c, mającego nadzieję na oswobodzenie swojego ludu spod rządów Goa’uldów. W bazie Cheyenne zostaje utworzone Dowództwo Gwiezdnych Wrót – SGC, a także kilkanaście drużyn SG, w tym oddział SG-1. Drużyny mają za zadanie podróżowanie przez Wrota, badanie innych światów i poszukiwanie technologii, które umożliwiłyby walkę z Goa’uldami, a także pozyskanie nowych sojuszników.

### Saga Goa’uld
Akcja odcinka pilotażowego zatytułowanego Dzieci bogów rozpoczyna się rok po wydarzeniach z pierwszego filmu. Głównym antagonistą jest Apofis (Peter Williams). Baza Cheyenne (poziomy podziemne od 16 do 28) zostaje ponownie aktywowana po rocznej przerwie i przemianowana na SGC, z powodu zidentyfikowania wrót jako części międzyplanetarnej sieci tuneli podprzestrzennych łączących liczne planety w naszej galaktyce. Utworzone zostają zespoły SG, których zadaniem jest obrona Ziemi przed Goa’uldami, posiadającymi ogromne międzygwiezdne okręty wojenne w kształcie piramid oraz niezliczoną armię Jaffa – dziedzicznych zniewolonych wojowników, będących ludzkimi inkubatorami dla larw Goa’uld. Sztandarowy zespół Ziemi, SG-1, do którego dołącza były pierwszy przyboczny Apofisa, Teal’c (Lead Soldier Jaffa) rozpoczyna eksplorację innych planet zamieszkałych głównie przez mniej zaawansowane społeczeństwa ludzi porwanych i wykorzystywanych do niewolniczej pracy przez Goauld'ów. Podczas spotkań z innymi rasami SG-1 nawiązuje kluczowe sojusze z:
- podobnymi do Goa’uldów, ale żyjącymi w pełnej symbiozie z własnymi larwami Goa′uldów – Tok’ra,
- bardzo zaawansowanymi technologicznie ludźmi – Tollanianami,
- pacyfistami – Noxowie,
- istotami podobnymi do opisywanych podczas kontaktu w Roswell. Jest to bardzo zaawansowana technologicznie rasa, która objawiała się ludziom przez tysiące lat jako bogowie starożytnych wikingów, lecz nigdy nie wykorzystywała ludzi – Asgardzi,
- z resztkami potężnych Pradawnych po ascendencji.

Innym zagrożeniem, które pojawia się w finale sezonu 3, są maszyny o nazwie Replikatory. W międzyczasie również nieuczciwi agenci wywiadu na Ziemi, organizacja NID, wielokrotnie próbują przejąć kontrolę nad Gwiezdnymi Wrotami i innymi technologiami obcych. Mimo śmierci Apofisa na początku sezonu 5, Imperium Goa’uld pozostaje poważnym zagrożeniem dla SGC oraz Ziemi i jej sojuszników (do końca sezonu 8). Władca Systemów Lord Baal (inny zapis: Ba′al; Cliff Simon), jest jedynym wpływowym Goa’uldem w trakcie ostatnich dwóch sezonów Stargate SG-1. Zostaje on ostatecznie pokonany w filmie DVD Stargate: Continuum.

### Saga Anubis
Po porażce Apofisa w sezonie 5 najważniejszym i najbardziej niebezpiecznym przeciwnikiem staje się Władca Systemów – Anubis. Posiada on dużą wiedzę na temat Pradawnych i ich technologii. Gdy (w sezonach 6 i 7) Ziemianie budują swój pierwszy statek międzygwiezdny (Prometeusz), Anubis tworzy armię niemal nie do pokonania – Wojowników Kull, dzięki której niszczy lub zniewala wielu swoich wrogów wśród Władców Systemów. W finale 7 sezonu SG-1 odkrywa w placówce Pradawnych na Antarktydzie potężną broń, z pomocą której niszczą całą flotę Anubisa. Stanowi to „podkładkę” dla spin-offa serii: Stargate Atlantis – który rozpoczyna się właśnie w tym miejscu. W sezonie 8 Baal przejmuje większość sił Anubisa, jednak Władca potajemnie odzyskuje kontrolę nad jego armią. Ludzkie formy Replikatorów (wyższy poziom – składające się z nanobotów) rozpoczynają podbój Władców Systemu, ale SG-1 znajduje i dostosowuje starożytną broń. Pozwala im to na zniszczenie wszystkich Replikatorów, w całej galaktyce. Koniec sezonu 8 ujawnia dobroczynny charakter Omy Desali, która jest odpowiedzialna za ascendencje Anubisa. Kiedy angażuje go w odwieczną walkę, ogranicza jego oddziaływanie na śmiertelników. Replikatory i najbardziej wpływowi Władcy Systemów zostają unicestwieni, a Jaffa uwalnia się spod jarzma Goa’uld.

### Saga Ori
Po sezonie 8 pierwotna drużyna SG-1 rozpada się. Teal′c wraca na Dakarę, Daniel Jackson oczekuje na Dedala i lot do Atlantydy, a Samantha Carter dostaje przydział w Strefie 51. Nowym dowódcą SG-1 zostaje pułkownik Cameron Mitchell, pilot zasłużony w bitwie nad Antarktydą. W międzyczasie SGC nieumyślnie ściąga uwagę starożytnej rasy zwanej Ori na naszą galaktykę. Gdy Ori wysyłają swoich ulepszonych ludzi – Przeorów – do naszej Drogi Mlecznej, aby szerzyli religię, która ma zwiększyć ich moc, Ba’al wraz z kilkoma pomniejszymi Goa’uldami przenika na Ziemię jako „Trust” (koalicja fałszywych agentów NID), aby odbudować własną potęgę. Pod koniec sezonu 9. Ori rozpoczynają krucjatę swoimi statkami wojennymi i z łatwością pokonują zrzeszone siły Ziemi i ich sojuszników. Przywódca Ori, Adria, zostaje przedstawiona dopiero w premierowym odcinku 10 sezonu. SG-1 udaje się na poszukiwania Sangreala – starożytnej broni, która może pomóc pokonać wojowniczą rasę. Szuka jej także Ba’al, wraz ze swoimi klonami. Z pomocą potężnego Merlina, SG-1 znajduje plany budowy Sangreala i wysyła działającą wersję maszyny do galaktyki Ori. Krótko po tym Adria osiąga wyższy poziom istnienia. Cała saga Ori kończy się w powiązanym z serią, filmie „Gwiezdne wrota: Arka prawdy”.

## Obsada
| Postać           | Aktor                 | Sezony | Sezony | Sezony | Sezony | Sezony    | Sezony    | Sezony    | Sezony    | Sezony    | Sezony    | Filmy                       | Filmy                     |
| Postać           | Aktor                 | 1      | 2      | 3      | 4      | 5         | 6         | 7         | 8         | 9         | 10        | Gwiezdne wrota: Arka Prawdy | Gwiezdne wrota: Continuum |
| ---------------- | --------------------- | ------ | ------ | ------ | ------ | --------- | --------- | --------- | --------- | --------- | --------- | --------------------------- | ------------------------- |
| Jack O’Neill     | Richard Dean Anderson | Główna | Główna | Główna | Główna | Główna    | Główna    | Główna    | Główna    | Gościnnie | Gościnnie |                             | Główna                    |
| Daniel Jackson   | Michael Shanks        | Główna | Główna | Główna | Główna | Główna    | Gościnnie | Główna    | Główna    | Główna    | Główna    | Główna                      | Główna                    |
| Samantha Carter  | Amanda Tapping        | Główna | Główna | Główna | Główna | Główna    | Główna    | Główna    | Główna    | Główna    | Główna    | Główna                      | Główna                    |
| Teal’c           | Christopher Judge     | Główna | Główna | Główna | Główna | Główna    | Główna    | Główna    | Główna    | Główna    | Główna    | Główna                      | Główna                    |
| George Hammond   | Don S. Davis          | Główna | Główna | Główna | Główna | Główna    | Główna    | Główna    | Gościnnie | Gościnnie | Gościnnie |                             | Gościnnie                 |
| Jonas Quinn      | Corin Nemec           |        |        |        |        | Gościnnie | Główna    | Gościnnie |           |           |           |                             |                           |
| Cameron Mitchell | Ben Browder           |        |        |        |        |           |           |           |           | Główna    | Główna    | Główna                      | Główna                    |
| Hank Landry      | Beau Bridges          |        |        |        |        |           |           |           |           | Główna    | Główna    | Główna                      | Gościnnie                 |
| Vala Mal Doran   | Claudia Black         |        |        |        |        |           |           |           | Gościnnie | Gościnnie | Główna    | Główna                      | Główna                    |

- Richard Dean Anderson jako Jonathan „Jack” O’Neill – pułkownik i weteran operacji specjalnych United States Air Force, który poprowadził pierwszą misję przez wrota w filmie Stargate (grany był wtedy przez Kurta Russella). Został przywrócony do służby jako dowódca SG-1 w pilotażowym odcinku w pierwszych siedmiu sezonach. Przejął dowództwo nad SGC po awansie na generała brygady na początku sezonu 8. Został przeniesiony do Waszyngtonu przed sezonem 9., gdzie otrzymał awans na generała. Pojawia się w sezonach 9 i 10 SG-1, a także w Stargate: Continuum oraz w sezonach 1 i 3 Stargate: Atlantis, również jako generał – pułkownik w wielu epizodach Gwiezdne wrota: Wszechświat, gdzie dowodzi Department of Homeworld Security.
- Michael Shanks jako dr Daniel Jackson – egiptolog, którego naciągane teorie o piramidach doprowadziły do udziału w pierwotnej misji Stargate w filmie (gdzie Daniela grał James Spader). Dołączył do drużyny SG-1 w poszukiwaniu porwanej żony w odcinku pilotażowym, ale jego naiwność i ciekawość regularnie stwarzają przeszkody dla zespołu[6]. Postać stopniowo ewoluuje: od bycia archeologiem i tłumaczem w rolę sumienia zespołu[7]. Jest częścią SG-1 do momentu przejścia na wyższy poziom egzystencji (ascenduje w chwili śmierci) pod koniec 5 sezonu. Po przeciwstawieniu się zasadom nieingerencji powraca do naturalnego ciała na początku sezonu 7, w którym pozostaje do końca serialu. W ostatnich trzech sezonach wykazuje się flirtem z Val Mal Doran, z którą jest w antagonistycznym związku[6]. Daniel pojawia się również w obu filmach DVD oraz w okresach 1 i 5 Stargate: Atlantis. Pojawił się również w odcinku pilotażowym i dwóch kolejnych odcinkach Gwiezdne wrota: Wszechświat.
- Amanda Tapping jako dr Samantha Carter – genialna astrofizyk[8] i kapitan (w sezonie 3. awansowana na major) Sił Powietrznych Stanów Zjednoczonych, która dołączyła do SG-1 pod dowództwem płk O’Neilla w pilotażowym odcinku. Na początku sezonu 8, po awansie na podpułkownika, przejęła dowództwo nad SG-1. Serial wielokrotnie zaznacza romantyczne relacje między O’Neillem i Carter, ale ich związek nigdy nie został skonsumowany, gdyż oboje są wojskowymi w podległości służbowej, wyłączając wydarzenia z alternatywnej rzeczywistości. Carter pomaga ppłk. Cameronowi Mitchellowi w sezonie 9. i 10. Po jej uczestnictwie w Stargate: The Ark of Truth została mianowana na pułkowniczkę i stała się nową dowódczynią wyprawy Atlantis w sezonie 4. Stargate: Atlantis. Ponownie wstąpiła do SG-1 w Stargate: Continuum. Została obarczona tymczasowym sprawowaniem dowództwa nad SGC podczas ataku przez statek Wraith w finale serii Stargate: Atlantis. Później objęła dowództwo nad krążownikiem George Hammond (krążownika typu Daedalus) i pojawiła się w pierwszym odcinku Stargate: Universe. Carter występuje jako bohater epizodycznie we wszystkich sezonach Stargate Atlantis (poza 4., gdzie jest jedną z głównych postaci) i pojawia się też w pierwszym Atlantis filmie DVD i w trzecim filmie o SG-1.
- Christopher Judge jako Teal’c – cichy i silny Jaffa – kosmita, który był pierwszym przybocznym osobistej straży Goa’ulda Apofisa. Dołączył do SG-1 w trzecim odcinku w nadziei, że doprowadzi jego naród (Jaffa) do wolności. Pomimo sukcesu w realizacji tego celu na koniec sezonu 8., pozostał członkiem SG-1 do końca serialu. Pojawia się również w obu filmach DVD oraz w 4. sezonie Stargate Atlantis.
- Don S. Davis jako George Hammond – Generał major US Air Force (później Generał broni), który dowodził SGC w ciągu pierwszych siedmiu sezonów. Oprócz pojedynczych występów w okresach od 8 do 10 w Stargate SG-1 pojawia się w sezonie 1. Stargate Atlantis. Davis zmarł na atak serca w czerwcu 2008 roku, przez co jego ostatnią rolą w uniwersum Gwiezdnych Wrót była rola w Stargate: Continuum[9].
- Corin Nemec jako Jonas Quinn – pochodzący z innej planety naukowiec z kraju Kelowna na planecie Langara. Daniel poświęca swoje życie (co prowadzi do jego oświecenia i ascendencji) na koniec 5. sezonu przy próbie uratowania Kelowny od kataklizmu, ale jego reakcja nie jest pozytywnie przyjęta przez przywódców kraju, co powoduje, że Jonas pomaga Ziemianom. Jest on postacią szybko uczącą się i wypełnia puste miejsce Daniela w SG-1 w sezonie 6. Po powrocie Daniela wraca na swoją planetę, gdzie pozostaje, występuje jeszcze w sezonie 7.
- Ben Browder jako Cameron „Cam” Mitchell – podpułkownik United States Air Force, którego wyznaczono na nowego dowódcę SG-1 na początku sezonu 9. Stara się doprowadzić do połączenia jej byłych członków (Sam, Daniela i Teal’ca) pod jego dowództwem w ramach SG-1. Został mianowany na pułkownika między jego występami w Stargate: The Ark of Truth a Stargate: Continuum.
- Beau Bridges jako Henry „Hank” Landry – Generał United States Air Force i dowódca SGC w sezonie 9. i 10. Zastąpił Hammonda, który odszedł na emeryturę. Jest ojcem lekarza SGC Carolyn Lam i pojawia się zarówno w filmach, jak i sezonach 2 i 3 Stargate Atlantis.
- Claudia Black jako Vala Mal Doran – oszustka z nienazwanej planety oraz była ludzka nosicielka Goa’ulda Qetesh. Jej pierwszy występ w sezonie 8. – „Bez ograniczeń” był początkiem zarówno jej flirtu jak i wrogich stosunków z Danielem[6]. W sezonie 9. wraz z nim nieumyślnie odkryła nowe zagrożenie – Ori. Przyłącza się do SG-1 po urodzeniu nowego lidera Ori na początku sezonu 10. i pojawia się w filmach DVD. W październiku 2009 roku, była jedyną byłą członkinią obsady, która nie dostała propozycji uczestniczenia w trzecim filmie.

Glif symbol planety Ziemia w świecie serialu

## Sezony i odcinki
Gwiezdne wrota składają się z 10 sezonów: 7 sezonów po 22 odcinki i 3 sezony po 20 odcinków. Ostatni odcinek, Unending, wyemitowano 14 marca 2007 roku.
| Sezon | Liczba odcinków | Lata emisji | Uwagi                                                   |
| ----- | --------------- | ----------- | ------------------------------------------------------- |
| 1     | 22              | 1997–1998   | Wprowadzenie zespołu SG-1, konflikt z Goa’uldami        |
| 2     | 22              | 1998–1999   | Rozwój uniwersum, pierwsze starcia z innymi rasami      |
| 3     | 22              | 1999–2000   | Zacieśnienie relacji z Tok’ra i Asgardami               |
| 4     | 22              | 2000–2001   | Rosnące zagrożenie ze strony Apophisa                   |
| 5     | 22              | 2001–2002   | Ostateczne starcie z Apophisem, śmierć Daniela          |
| 6     | 22              | 2002–2003   | Jonas Quinn dołącza do zespołu, powrót Daniela          |
| 7     | 22              | 2003–2004   | Poszukiwania Zaginionego Miasta                         |
| 8     | 20              | 2004–2005   | Pokonanie głównych Goa’uldów, przygotowanie do Atlantis |
| 9     | 20              | 2005–2006   | Pojawienie się Ori, nowa era konfliktu                  |
| 10    | 20              | 2006–2007   | Finał serii, zakończenie wątku Ori                      |

### Emisja w Polsce
Polską premierową emisję pierwszych dwóch sezonów zaprezentowała stacja TVN, kolejnych 8 – HBO. Począwszy od 3 grudnia 2007 kanał AXN SciFi wyemitował wszystkie dziesięć sezonów serialu (emisja ostatniego odcinka nastąpiła 15 kwietnia 2009). Ponadto kanały AXN SciFi i AXN emitują cykle powtórek różnych sezonów. W 2013 roku AXN rozpoczęło emisję serii Stargate: Wszechświat. Od 26 lutego 2014 roku serial emitowała TV PULS od poniedziałku do piątku oraz kanał SciFi Universal.